# Konstantin Fischer
Konstantin Fischer, född 1805, död 1880, var en rysk ämbetsman.
Från 1835 var Fischer chef för Finlands generalguvernörs kansli i Sankt Petersburg och påverkade Finlands förhållanden bland annat genom 1850 års språkförordning. Han var en förespråkare av traditionell egenmakt.